# Dlouhodobý finanční majetek
Dlouhodobý finanční majetek (účtová skupina 06) je charakteristický dlouhodobým držením (více než jeden rok).
Do dlouhodobého finančního majetku patří dlouhodobé investiční cenné papíry, dlouhodobé půjčky, termínované vklady s výpovědní lhůtou delší než 1 rok. Také sem patří nemovitosti, umělecká díla vlastněná za účelem obchodování s nimi, nebo k uložení volných peněžních prostředků do majetku.
Pořízení: 
- koupí
- darováním
- vlastní činností
- přeřazením z osobního užívání
- leasingem